# Blepharita anilis
Blepharita anilis är en fjärilsart som beskrevs av Jean Baptiste Boisduval 1840. Blepharita anilis ingår i släktet Blepharita och familjen nattflyn. Inga underarter finns listade i Catalogue of Life.